# حسن‌آباد (جره و بالاده)
حسن‌آباد یکی از روستاهای دهستان فامور از توابع بخش جره و بالاده ، شهرستان کازرون است که در استان فارس واقع شده‌است.